# Dziewczyna z niezapominajkami
Dziewczyna z niezapominajkami, znana wcześniej jako Księżniczka – obraz pędzla Lucasa Cranacha Starszego, datowany na 1526 rok. Jeden z wielu przykładów całopostaciowych reprezentacyjnych portretów kobiecych, charakteryzujących się wykwintnym, bogato dekorowanym strojem. Niegdyś uważano obraz za portret księżniczki Sybilli van Cleve, jednak brak na to wystarczających dowodów. Powtarzające się w twórczości Cranacha cechy, odzwierciedlające ówczesny gust, sprawiają, że większość badaczy uznaje Dziewczynę z niezapominajkami za portret idealnej kobiety, bez ściśle określonej tożsamości.
Nie jest znane miejsce powstania dzieła, ani jego zleceniodawca. Od 1793 roku obraz znajdował się w kolekcji Stanisława Kostki Potockiego w Wilanowie, początkowo uważany za dzieło Lucasa van Leydena. Do 1939 roku znajdował się w zbiorach muzealnych pałacu w Wilanowie, następnie został zdeponowany do Muzeum Narodowego w Warszawie, rok później skradziony przez hitlerowców i wywieziony do Niemiec. W 1945 roku odzyskane dzieło ponownie przekazano jako depozyt do MNW, gdzie jest obecnie eksponowane.
Na neutralnym, ciemnym tle została przedstawiona w całej postaci młoda kobieta, ujęta en trois quarts, stojąca na posypanej drobnymi kamieniami ziemi. Niewiasta ma bladą karnację, krągłą głowę, sięgające do ramion rude, kręcone włosy, lekko ukośne ciemne oczy i delikatnie podkreślone brwi. Na jej twarzy rysuje się delikatny uśmiech. W prawej ręce w widoczny sposób trzyma niezapominajki. Kobieta jest odziana w bogato zdobiony strój. Na głowie ma czarny czepiec o szerokim rondzie z czerwonymi obwódkami. Utrzymana w ciemnozielonych, czerwonych i złocistych tonacjach wytworna suknia, o wydatnie wykrojonym dekolcie, charakteryzuje się stylizowanym i wysublimowanym fasonem oraz bogactwem dekoracji. Dopełnienie splendoru stanowi tu złota i kameryzowana biżuteria w postaci trzech różnorodnych naszyjników.
Portret reprezentacyjny jest jednym z głównych tematów podejmowanych przez Lucasa Cranacha Starszego, a następnie jego synów, Lucasa i Hansa, oraz wnuka Augustina. Studium kostiumologiczne stanowi w ich twórczości nieodłączny element, lecz najstarszy z Cranachów wielokrotnie stosował swoisty dysonans – uogólnianie rysów postaci i bardzo szczegółowe odtwarzanie strojów charakterystycznych dla osób z wyższych stanów, głównie książęcego i szlacheckiego. Z tego powodu Dziewczyna z niezapominajkami i inne malowane przez Cranacha nobilitowane osoby, często sprawiają wrażenie sztywnych, ale zawsze eleganckich i dumnie prezentujących swoją wysoką pozycję społeczną. Ze względu na atrybut, trzymany w prawej dłoni, Dziewczyna z niezapominajkami interpretowana jest przez historyków sztuki jako portret miłosny lub narzeczeński.